# Vietnam International 2018
Die Vietnam International 2018 im Badminton fanden vom 20. März bis zum 25. März 2018 in Hanoi statt.

## Sieger und Platzierte
| Disziplin    | Gold                                      | Silber                           | Bronze                                 |
| ------------ | ----------------------------------------- | -------------------------------- | -------------------------------------- |
| Herreneinzel | Kento Momota                              | Goh Giap Chin                    | Krishna Adi Nugraha                    |
| Herreneinzel | Kento Momota                              | Goh Giap Chin                    | Wisnu Yuli Prasetyo                    |
| Dameneinzel  | Dinar Dyah Ayustine                       | Asuka Takahashi                  | Liang Ting-yu                          |
| Dameneinzel  | Dinar Dyah Ayustine                       | Asuka Takahashi                  | Nguyễn Thùy Linh                       |
| Herrendoppel | Maneepong Jongjit Nanthakarn Yordphaisong | Aaron Chia Soh Wooi Yik          | Lee Sheng-mu Lin Chia-yu               |
| Herrendoppel | Maneepong Jongjit Nanthakarn Yordphaisong | Aaron Chia Soh Wooi Yik          | Po Li-wei Yang Ming-tse                |
| Damendoppel  | Baek Ha-na Lee Yu-rim                     | Chow Mei Kuan Vivian Hoo Kah Mun | Chen Hsiao-huan Hu Ling-fang           |
| Damendoppel  | Baek Ha-na Lee Yu-rim                     | Chow Mei Kuan Vivian Hoo Kah Mun | Erina Honda Nozomi Shimizu             |
| Mixed        | Đỗ Tuấn Đức Phạm Như Thảo                 | Evgeny Dremin Evgenia Dimova     | Chang Ko-chi Cheng Chi-ya              |
| Mixed        | Đỗ Tuấn Đức Phạm Như Thảo                 | Evgeny Dremin Evgenia Dimova     | Rinov Rivaldy Pitha Haningtyas Mentari |